# Scooby-Doo! Frankenszörnyűség
A Scooby-Doo! Frankenszörnyűség (eredeti cím: Scooby-Doo! Frankencreepy) 2014-ben bemutatott amerikai televíziós 2D-s számítógépes animációs film, amelynek a rendezője és a producere Paul McEvoy, az írója Jim Krieg, a zeneszerzője Andy Sturmer. A film a Warner Bros. Animation gyártásában készült a Warner Home Video és forgalmazásában jelent meg. Műfaját tekintve filmvígjáték.
Amerikában 2014. július 27-én mutatták be a San Diegó-i Comic-Con International-en, Magyarországon 2015. július 18-án mutatta be az HBO.

## Cselekmény
A történet szerint a Rejtély Rt. tagjai (Scooby-Doo, Fred, Bozont, Diána és Vilma) Erdélybe utaznak, ugyanis Vilma egy kastélyt örökölt ott üknagyapjától, Dr. Von Dinkelsteintől. Vilmának nem sok kedve lenne elutazni oda, ám a többiek unszolására végül beadja a derekát, hogy megvizsgálja újdonsült örökségét. A kastélyhoz érve azonban kiderül, hogy az épületben egy kísértet lakozik, a csapat viszont nem hátrál meg és igyekszik kideríteni, hogy ki állhat a szellem mögött.

## Szereplők
| Szereplő | Eredeti hang             | Magyar hang      |
| --- | ------------------------ | ---------------- |
| Scooby-Doo | Frank Welker             | Vass Gábor       |
| Fred | Frank Welker             | Markovics Tamás  |
| Bozont | Matthew Lillard          | Fekete Zoltán    |
| Diána | Grey DeLisle             | Hámori Eszter    |
| Mama Mione | Grey DeLisle             | Tóth Judit       |
| Mrs. Vanders | Diedrich Bader           | Tóth Judit       |
| Vilma | Mindy Cohn               | Madarász Éva     |
| Mr. Burger / C.L. Magnus | Dee Bradley Baker        | Törköly Levente  |
| AlexFanatik2112 | Eric Bauza               | Seszták Szabolcs |
| Jágó / Shmidlap ügynök | Jeff Bennett             | Kassai Károly    |
| Basil báró / Basil báró szelleme | Corey Burton             | Melis Gábor      |
| Krunch felügyelő / Cuthbert Crawls | Kevin Michael Richardson | Forgács Gábor    |
| További magyar hang |                          |                  |
| Bárány Virág, Bor László, Fehérváry Márton, Horváth-Töreki Gergely, Imre István, Kajtár Róbert, Kiss László, Martin Adél, Sörös Miklós, Téglás Judit |                          |                  |